# توم دريبرغ
توم دريبرغ (بالإنجليزية: Tom Driberg)‏ (مواليد 22 مايو 1905 في ساسكس - الوفاة 12 أغسطس 1976)، هو صحفي وسياسي بريطاني، وقسيس للكنيسة الانجليكانية السامية، وعضو في برلمان المملكة المتحدة لفترتين (1942-1955) و(1959-1974). وهو عضو في الحزب الشيوعي البريطاني لأكثر من 20 عاماً، تم انتخابه في البرلمان لأول مرة كمرشح مستقل، ثم انضم إلى حزب العمال سنة 1945. لم يشّغل أي منصب وزاري، لكنه وصل لمناصب عُليا داخل حزب العمال، كما كان شخصية شعبية ذات تأثير يساري لسنوات عِدة.

## روابط خارجية
- توم دريبرغ على موقع مونزينجر (الألمانية)